# Faro della Jument
Il faro della Jument, situato sull'isola di Ouessant in Bretagna (Francia), è stato eretto tra il 1904 e il 1911 in un tratto di mare con presenza di fortissime correnti (è considerato uno dei luoghi più pericolosi del litorale) che è stato soventemente teatro di tragedie del mare, una delle quali nel 1896 causò il naufragio del battello britannico Drummond Castle e costò la vita a 250 persone. La costruzione è iniziata a seguito di una donazione di circa FF 400.000 da parte di Charles Eugène Potron, sfuggito ad un naufragio proprio in quella zona.

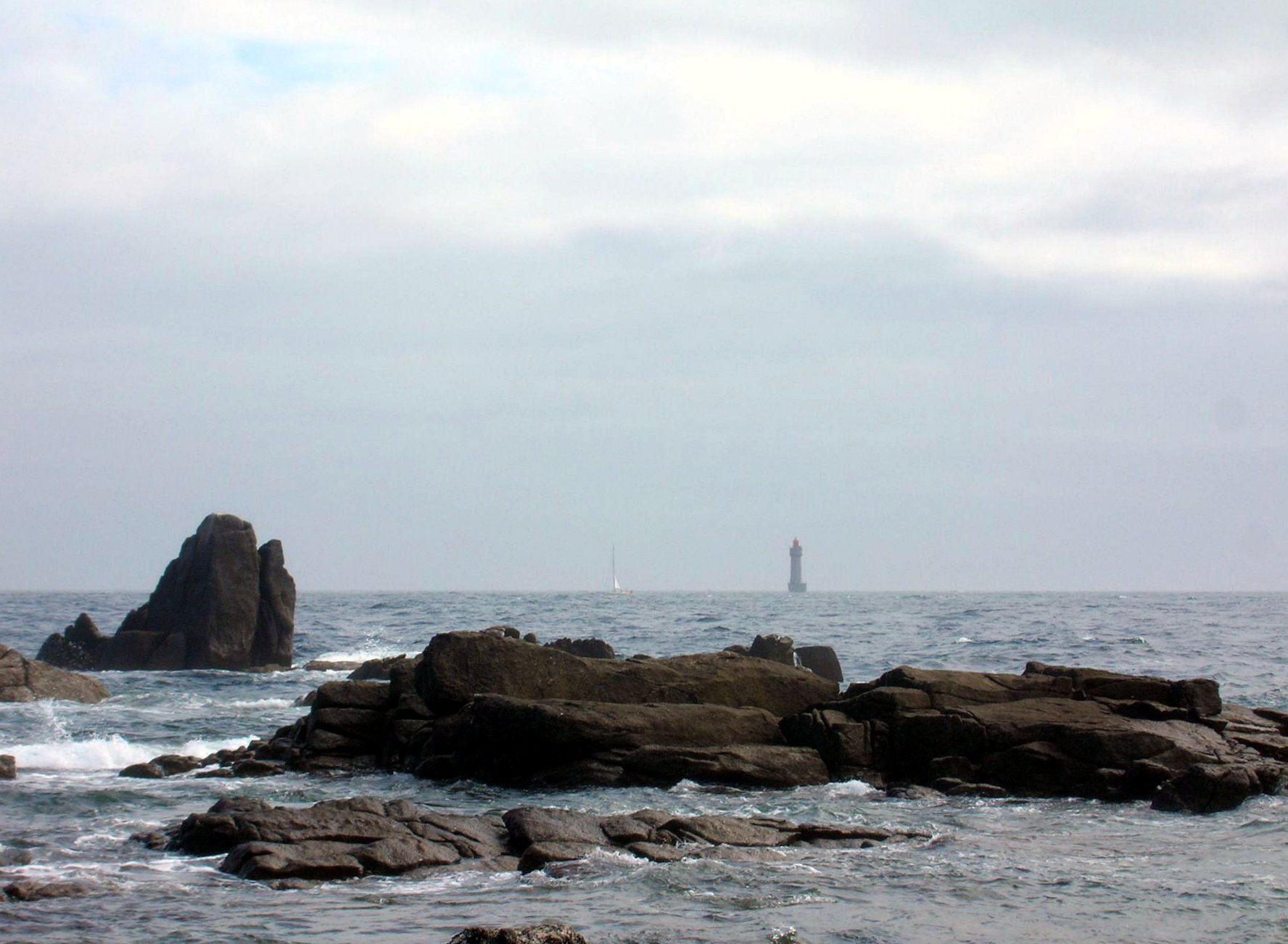
Faro della Jument visto dalla punta di Nividic

Come i fari di Nividic e di Kéreon non è situato sulla terraferma, bensì al largo della punta sud-ovest dell'isola di Ouessant, su una roccia che in bretone veniva chiamata Ar Gazek-Coz (La Vecchia Giumenta in francese). (N.B. ci sono altri due fari sull'isola: Créac'h e Stiff che però si trovano sulla terraferma).
Era abitato originariamente da tre guardiani ed un cuoco (alcuni di loro si rifiutavano di recarvisi perché la struttura ha un difetto di costruzione che la fa tremare), ma il 26 luglio 1991 venne abbandonato definitivamente in quanto automatizzato completamente e posto sotto il controllo del computer del faro di Créac'h.
Nel 1948 il regista francese Jean Epstein ha realizzato un film documentario, Les Feux de la mer, dedicato al faro della Jument.
Questo faro è stato reso celebre a livello internazionale grazie a un fotografo francese Jean Guichard il quale ha immortalato in una serie di foto l'arrivo di un'onda che travolgeva il faro alla cui porta si affacciava una persona (della quale è disponibile un'animazione Archiviato il 25 ottobre 2006 in Internet Archive.). 
Qui invece è possibile ammirare una di queste foto in dettaglio.